# 583
Вижте пояснителната страница за други значения на 583.